# Sigmund Maria Graf Adelmann von Adelmannsfelden

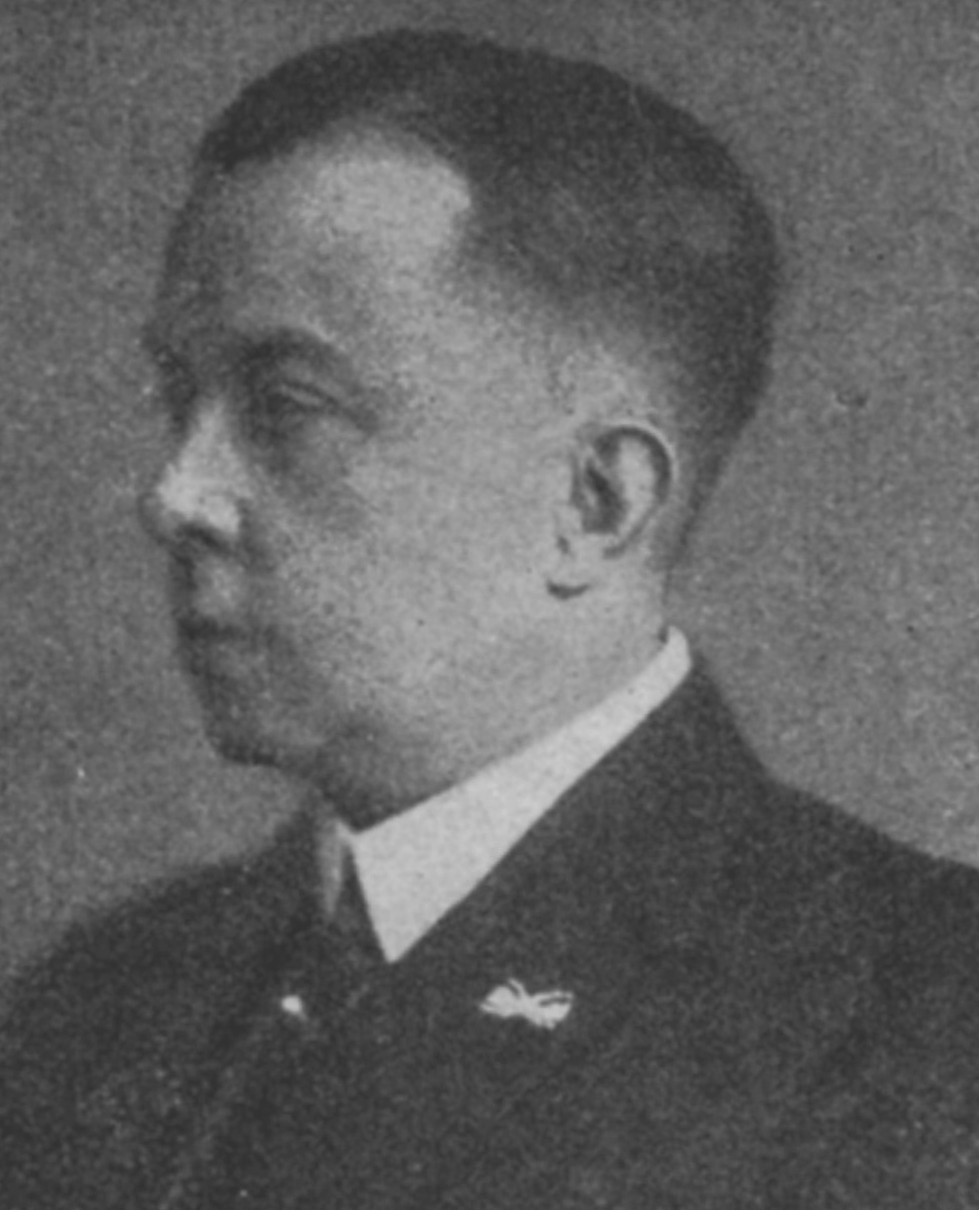
Sigmund Maria Graf Adelmann von Adelmannsfelden

Sigmund Maria Graf Adelmann von Adelmannsfelden (* 29. Juni 1876 in Hohenstadt; † 18. Oktober 1926 in Köln) war ein deutscher Verwaltungsbeamter. 

## Leben
Sigmund Maria Graf Adelmann von Adelmannsfelden entstammte dem katholischen schwäbischen Adelsgeschlecht Adelmann von Adelmannsfelden. Er war ein Sohn des Hofkammerpräsidenten und Reichstagsabgeordneten Heinrich Adelmann von Adelmannsfelden und Bruder des Ministerialbeamten und Diplomaten Raban Adelmann von Adelmannsfelden. Er besuchte das Gymnasium in Ellwangen und Sigmaringen und studierte nach dem Abitur 1895 Jura in Paris, Leipzig, Berlin und Greifswald, wo er 1899 promoviert wurde. Im Juli 1899 bestand er am Oberlandesgericht Stettin die juristische Staatsprüfung. 1899 war er am Amtsgericht in Linz am Rhein tätig, 1901/02 am deutschen Konsulat in Casablanca. 1903 trat er als Regierungsreferendar bei der Bezirksregierung Wiesbaden in den preußischen Staatsdienst ein. 1906 wurde er Regierungsassessor beim Landratsamt Osterburg, 1910 bei der Bezirksregierung Düsseldorf. 1913 wurde er Landrat des Kreises Bitburg, 1919 des Kreises Koblenz. Von 1922 bis zu seinem Tode war er Regierungspräsident des Regierungsbezirks Köln.
Er war bekannt als Uhrensammler. 1921 wurde er für das Zentrum in den Provinziallandtag der Rheinprovinz gewählt.

## Familie
Am 4. Mai 1905 heiratete er in Geisenheim seine erste Frau Maria Anna (Marietta) Freiin von Brentano (* 9. März 1880; † 11. Oktober 1906) und nach deren Tod am 16. Juni 1908 in Hasperde seine zweite Frau Marie Irma Therese Freiin von Hake (* 26. September 1883; † 12. März 1967).
Tochter aus der ersten Ehe:
- Maria (Etta) Gertrud Josefa, verheiratete  (* 14. August 1906) ⚭ 1939 Wolfgang Pagenstecher

Kinder aus der zweiten Ehe:
- Mechthild Maria Sophie Gertrud (* 14. August 1909) ⚭ 1936 Friedrich Schenk von Stauffenberg (* 19. Mai 1908; 25. März 1882), den Sohn von Franz Schenk von Stauffenberg
- Hans Heinrich Christof (* 14. Juni 1911; † 5. Mai 1943) ⚭ 1938 Ferdinanda (Ferna) Gräfin von Westerholt und Gysenberg (* 29. März 1918)
- Raban Otto Michael (* 28. September 1912; † 25. Januar 1992) ⚭ 1941 Franziska Klippgen-Schlimpert (1912–2001)
- Georg Sigmund (* 29. November 1913; † 26. Oktober 1991)
- Wolfram Maria (* 4. September 1915; † 10. Januar 1994)
- Albrecht (* 11. Oktober 1916; † 28. Juni 1941), gefallen
- Konz Joseph (* 5. August 1920)
- Hadwiga (* 17. Januar 1923; † 2002)
- Josef Anselm Graf Adelmann von Adelmannsfelden[1] (* 4. Oktober 1924; † 20. September 2003)

## Veröffentlichungen
- Deutschmeister Johann Adelmann von Adelmannsfelden. In: Deutscher Herold 28, 1897, S. 117–119.
- Die Grundlagen der Verfassung und des Verwaltungssystems der hohenzollernschen Fürstentümer. Dissertation Greifswald 1899 (Digitalisat).
- 13 Monate in Marokko. Reisebriefe. M. Liehner, Sigmaringen 1903.
- Land und Leute in Marokko. Lichtbildervortrag. Benzinger, Stuttgart o. J.
- Über den Ursprung des Geschlechts der Grafen Adelmann von Adelmannsfelden. In: Württembergisch Franken NF 8, 1903, S. 138–140.